# NaNoWriMo
NaNoWriMo, oder National Novel Writing Month, war ein kreatives Schreibprojekt, das im Jahr 1999 von dem Amerikaner Chris Baty ins Leben gerufen wurde. Ziel ist es, während der 30 Tage des Monats November einen Roman mit mindestens 50.000 Wörtern zu verfassen. Trotz seines Namens ist das Projekt längst international geworden, und in vielen Ländern der Welt versuchen jedes Jahr Tausende von Menschen in 30 Tagen ein Buch zu schreiben. Auf diese Weise wurden während des NaNoWriMo 2009 insgesamt 2.427.190.537 Wörter geschrieben.
2006 wurde das Projekt in eine von Chris Baty gegründete Non-Profit-Organisation namens The Office of Letters and Light integriert.
Im März 2025 kündigte die Organisation per E-Mail ihre Schließung an. In einem anschließenden Youtube-Video nannte die Kommissarische Geschäftsführerin Kilby Blades finanzielle Probleme, sowie Probleme in der Community als Gründe.

## Regeln
Beim ersten Durchlauf des NaNoWriMo, als sich die Teilnehmer auf den Freundes- und Bekanntenkreis des Gründers Chris Baty beschränkten, existierten kaum Vorschriften. Im zweiten Jahr wurde jedoch deutlich, dass eine Notwendigkeit an einigen grundlegenden Regeln bestand.
Obwohl die Vorschriften erlauben und sogar ausdrücklich empfehlen, vor dem 1. November mit der Planung des Romans zu beginnen, darf mit dem wirklichen Schreibprozess erst am 1. November um 0:00:01 Uhr Ortszeit des Teilnehmers begonnen werden. Der fertige Roman muss zur Verifizierung bis zum 30. November, 24 Uhr Ortszeit über die NaNoWriMo-Webseite eingesandt werden.
Bei der Verifizierung des Romans werden lediglich die Wörter gezählt, jedoch nicht der Inhalt bewertet. Nicht erlaubt sind Drehbücher oder Comics (im ersten Jahr zeichneten einige Teilnehmer Comics und rechneten nach einem bestimmten System die Anzahl der Bilder in Wörter um). Alles, was der Verfasser selbst als Roman bezeichnet, ist erlaubt.
Die Zusammenarbeit von mehreren Autoren am selben Roman ist nicht gestattet. Es ist dagegen ausdrücklich erlaubt, den Inhalt des eigenen Romans mit anderen Personen zu besprechen. In vielen Autorenforen finden sich Untergruppen für die Teilnehmer am NaNoWriMo, in denen diese sich gegenseitig anspornen, um möglichst viele Wörter zu schreiben.
Da bei der Verifizierung nur die Anzahl der Wörter festgestellt wird, wird die Einhaltung der Regeln von niemandem kontrolliert. Ein Teilnehmer könnte also theoretisch ein anderes Buch abschreiben, da es aber außer einem kleinen Gewinnericon, einer ausdruckbaren Urkunde im PDF-Format und dem Gefühl, es geschafft zu haben, keine Gewinne gibt, gibt es wenig Anreiz, die Regeln zu brechen.

## Geschichte
Der erste NaNoWriMo fand im Juli 1999 mit 21 Teilnehmern aus der San Francisco Bay Area statt. Im Jahr 2000 fand der Wettbewerb zum ersten Mal im November statt, um das schlechtere Herbstwetter ausnutzen zu können. Das Jahr 2000 war auch das erste Jahr, in dem der NaNoWriMo über eine Website einer größeren Öffentlichkeit bekannt werden konnte. Von 140 Teilnehmern wurden im Laufe des Novembers 21 Romane mit mindestens 50.000 Wörtern geschrieben.
Nach Bekanntwerden der Website fand der dritte NaNoWriMo im November 2001 mit mehr als 5.000 Teilnehmern statt, deren Anmeldungen damals noch manuell bearbeitet wurden. Von ihnen gewannen 700. Als die 14.000 Teilnehmer des vierten NaNoWriMo im November 2002 die Website des Wettbewerbs stürmten, stand zum ersten Mal ein vollautomatisches System zur Erfassung und Bewertung der Einsendungen zur Verfügung. Im Jahr 2003 wurden für die etwa 25.000 Teilnehmer (unter ihnen 3.500 Gewinner) sogenannte Municipal Liaisons eingeführt, Freiwillige, die als Koordinatoren für die Umgebung ihrer Heimat auftraten.
Nach dem sechsten NaNoWriMo im November 2004 konnte aus den Spenden der 42.000 Teilnehmer, von denen fast 6.000 den Wettbewerb gewannen, ein Betrag von mehr als 7.000 US-Dollar an den Verein Room to Read übergeben werden. Mit diesem Geld wurden drei öffentliche Bibliotheken für Schulkinder in Dörfern in Kambodscha gebaut. Im November 2005 konnten etwa 14.000 US-Dollar von fast 60.000 Teilnehmern für den Bau von sieben ähnlichen Bibliotheken in Laos eingesetzt werden.
Für 2006 wurden zum ersten Mal über 100 000 Teilnehmer erwartet. Unter den rund 500 freiwilligen Helfern befanden sich in diesem Jahr auch vier regionale Koordinatoren für den deutschsprachigen Bereich (3 in Deutschland, 1 in der Schweiz). Die Spendengelder wurden erneut zum Aufbau von Bibliotheken eingesetzt – diesmal in Vietnam. Die tatsächliche Teilnehmerzahl blieb etwas hinter den Erwartungen zurück: 79.000 Autoren beteiligten sich, fast 13.000 erreichten das Ziel.
Im Jahr 2007 wurde ein neuer Rekord erreicht, es waren 97.766 Autoren registriert.
Im Jahr 2009 beteiligten sich über 165.000 Autoren, von denen über 30.000 ihren Roman erfolgreich (d. h. mit mind. 50.000 Wörtern) abschlossen.

## Buchveröffentlichungen von Gewinnern
Einige Gewinner des NaNoWriMo haben es geschafft, Romane, mit denen sie den Wettbewerb gewonnen haben, von einem Verlag veröffentlichen zu lassen. Das während des dritten NaNoWriMo im November 2001 entstandene Buch The Destructor von Jon F. Merz wurde zwei Jahre später von Pinnacle Books verlegt. Time Off For Good Behavior von Lani Diane Rich aus dem NaNoWriMo 2002 wurde ebenfalls zwei Jahre später von Warner Books herausgegeben. Die Autorin gewann mit diesem Werk anschließend den Preis für das beste Romandebüt, ausgelobt von dem Autorenverband Romance Writers of America. Ihr Roman Maybe Baby aus dem darauffolgenden NaNoWriMo wurde auch von Warner Books verlegt. Weitere veröffentlichte Romane von NaNoWriMo-Teilnehmern sind Flying Changes von Sarah Gruen, Breakup Babe von Rebecca Agiewich, The Mote in Andrea's Eye von Dave Wilson, Self Storage von Gayle Brandeis, Cashmere Boulevard von Kimberly Llewellyn und Daughter of the Bride von Francesca Segrè.

## Sinn
Natürlich ist es fast unmöglich, in 30 Tagen einen ästhetisch hochwertigen Roman zu verfassen, aber das ist auch nicht das Ziel des NaNoWriMo. Laut seinem Erfinder Chris Baty geht es hauptsächlich darum, durch die engen zeitlichen Vorgaben Hemmungen zu überwinden und einfach drauf los zu schreiben. Viele Menschen, die eigentlich gerne ein Buch schreiben möchten, würden von Anfang an zu hohe Anforderungen an sich stellen und schnell entmutigt aufgeben. Beim NaNoWriMo soll der „innere Lektor“ für einen Monat abgeschaltet und schnell ein erster Romanentwurf geschrieben werden, der dann später (z. B. im NaNoEdMo, dem National Novel Editing Month) immer noch korrigiert und umgeschrieben werden kann. Durch den Zeitdruck entwickelt die Geschichte dabei eine ganz eigene Dynamik, die oft den Autor selbst überrascht.
Für viele Teilnehmer ist das Forum ein essentieller Bestandteil des NaNoWriMo. Es ist in verschiedenste Themenbereiche unterteilt, in denen man sich mit anderen Autoren austauschen kann. Man kann dort Fragen stellen, sich zu Schreibtreffen verabreden und sich gegenseitig motivieren.
Mit 50.000 Wörtern ist der angestrebte Roman verhältnismäßig kurz. Diese Zahl wurde allerdings bewusst gewählt, weil sie ein Ziel darstellt, das auch für berufstätige Menschen und solche mit Familie zwar schwierig, aber doch zu erreichen ist.